# اچ‌ام‌اس ایلوستریوس (۱۷۸۹)
اچ‌ام‌اس ایلوستریوس (۱۷۸۹) (به انگلیسی: HMS Illustrious (1789)) یک کشتی بود که طول آن ۱۶۸ فوت (۵۱ متر) بود. این کشتی در سال ۱۷۸۹ ساخته شد.